# Eois ochracea
Eois ochracea är en fjärilsart som beskrevs av W. Warren 1894. Eois ochracea ingår i släktet Eois och familjen mätare. Inga underarter finns listade i Catalogue of Life.